# Dizi

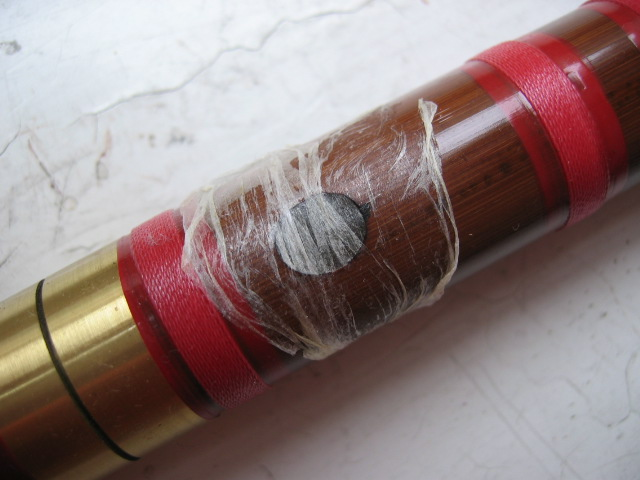
Embocadura

El dizi (xinès simplificat: 笛子, pinyin: dízi), és una flauta travessera xinesa de canya de bambú. També es coneix com di (笛) o hengdi (橫笛), i té varietats com el qudi (曲笛), pròpia del sud i de major longitud, i el bangdi (梆笛), del nord del país i amb una menor longitud.
El dizi és un important instrument musical xinès, popular no només en la música folklòrica xinesa, òperes xineses, i orquestres xineses, sinó també és usat en la música exportada a l'occident. El dizi té una història profunda, rica, i una petició durable. Tradicionalment, el dizi també ha estat popular entre la gent comuna xinesa, ja que és simple de fer, fàcil de transportar, i amb bon so. Pel seu caràcter popular, fou un instrument reeixit arran de la Revolució Comunista Xinesa, i a partir de la proclamació de la República Popular.